# Postojna (jaskinia)

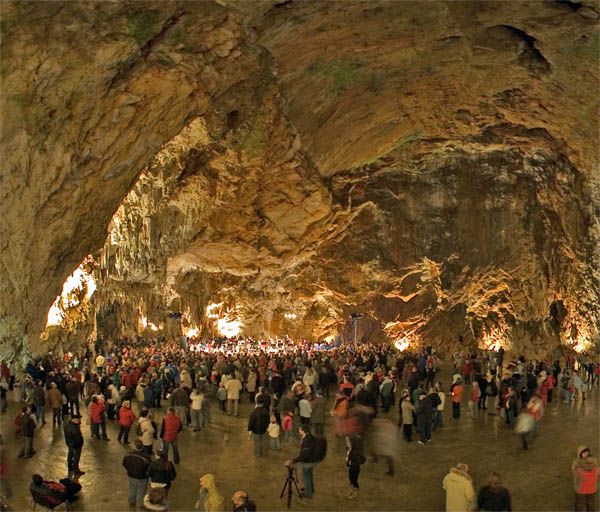
Jaskinia Postojna

Postojna (słoweń. Postojnska jama) – jaskinia w pobliżu miasta Postojna (Słowenia) o długości blisko 20 km, udostępniona turystom na początku XIX wieku.
Jaskinia została wydrążona w skałach przez rzekę Pivkę (dopływ Ljubljanicy). Starym korytem tej rzeki przebiega trasa turystyczna, obejmująca m.in. zadziwiające formy skalne, wielometrowe żółto-beżowo-pomarańczowe nacieki, stalaktyty, stalagmity czy kurtyny skalne. W jaskini panuje stała temperatura +8 °C.
Pokonanie trasy turystycznej o długości 5,5 km zajmuje tylko 1,5 godziny, ponieważ 4-kilometrowy odcinek tzw. Starego Korytarza pokonuje się kolejką elektryczną. Przewodnicy posługują się dodatkowo wszystkimi podstawowymi językami obcymi; w języku polskim dostępne są jedynie przewodniki audio.
Ściany przy wejściu do jaskini są wyraźnie osmalone wskutek akcji słoweńskich partyzantów (z oddziału dowodzonego przez dowódcę-Polaka), którzy w 1944 wysadzili znajdujący się tu niemiecki skład paliw.

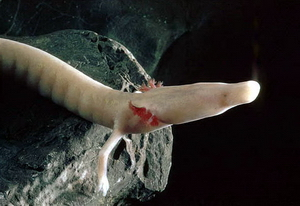
Odmieniec jaskiniowy

Jedną z atrakcji jaskini w Postojnej jest występowanie bezokiego płaza – odmieńca jaskiniowego, zwanego przez Słoweńców ludzką rybką. Żyje on tylko w podziemnych wodach dynarskiego krasu, a zobaczyć go można w specjalnym podziemnym baseniku.
9 km od wejścia do jaskini znajduje się Predjamski Grad, czteropiętrowy zamek zamykający wejście do kolejnej jaskini pod 120-metrową pionową skałą.